# 1,2,3,4-tetraclorobutano
El 1,2,3,4-tetraclorobutano es un compuesto orgánico de fórmula molecular C4H6Cl4. Es un haloalcano lineal de cuatro carbonos con un átomo de cloro en cada una de las cuatro posiciones de la cadena carbonada. Los carbonos 2 y 3 son asimétricos, por lo que existen varios enantiómeros de este compuesto.

## Propiedades físicas y químicas
Los isómeros ópticos del 1,2,3,4-tetraclorobutano, formas D-, L- y meso- tienen propiedades físicas muy dispares. La forma meso- es sólida, con punto de fusión a 72 °C y punto de ebullición (a una presión de 22 mmHg) de 102 °C. Por el contrario, la forma DL- es líquida con punto de fusión de 0 °C o inferior y punto de ebullición (a 22 mmHg) de 94 °C.
El 1,2,3,4-tetraclorobutano tiene una densidad ρ = 1,693 g/cm³.
El valor del logaritmo de su coeficiente de reparto, logP = 3,02, indica que es más soluble en disolventes apolares —como el 1-octanol— que en disolventes polares.
En agua es prácticamente insoluble, en proporción de 89 mg/L.

## Síntesis
El butadieno y el cloro se combinan fácil y suavemente para producir las diversas formas de 1,2,3,4-tetraclorobutano. Sin embargo, a menos que la reacción se realice a temperaturas extremadamente bajas, el producto mayoritario es la forma líquida (DL-), cuando es preferible producir la forma sólida (meso-). La operación a baja temperatura implica la refrigeración continua de la reacción —que es exotérmica—, así como la dificultad en la manipulación ocasionada por la congelación del tetraclorobutano sólido formado. Para obviar este problema, la cloración se puede hacer en un medio líquido y empleando un catalizador de pentacloruro de amonio y cloruro férrico; así se obtiene un elevado rendimiento de 1,2,3,4-tetraclorobutano, predominantemente en la forma sólida.
Otra vía de síntesis del 1,2,3,4-tetraclorobutano es por cloración de 3,4-dicloro-1-buteno, pudiéndose utilizar también cloruro férrico como catalizador.
Por su parte, la forma meso- se sintetiza por cloración de trans-1,4-dicloro-2-buteno en presencia de óxido nítrico a alta temperatura; dicha temperatura puede reducirse incorporando el cloro a un disolvente orgánico como dimetilformamida. En vez de óxido nítrico esta reacción puede llevarse a cabo usando molibdeno como catalizador.
Es posible convertir la forma DL- de este cloroalcano a la forma meso-, lo que se efectúa en fase vapor a temperaturas en el rango de 100 °C-525 °C, en presencia de un catalizador de cloruro de zinc.

## Usos
El 1,2,3,4-tetraclorobutano se emplea en la producción de 2,3-dicloro-1,3-butadieno, utilizado en la manufactura del caucho de policloropreno. Para ello se lleva a cabo una doble deshidrocloración de este compuesto usando metanol como disolvente y un álcali como hidróxido de sodio o de potasio. La reacción tiene lugar en atmósfera de nitrógeno a una temperatura en el rango de 50 °C - 100 °C.
Análogamente, el 1,2,3,4-tetraclorobutano se usa en la síntesis de hexafluoro-1,3-butadieno, útil como gas para grabado en semiconductores, y en la del precursor del mismo 1,2,3,4-tetraclorohexafluorobutano.
También se han preparado derivados tiocianados de este cloroalcano que tienen aplicación como insecticidas.
Por otro lado, el 1,2,3,4-tetraclorobutano es un metabolito que ha sido detectado en saliva humana.